# Amy Rose
 (août 2025).
Si vous disposez d'ouvrages ou d'articles de référence ou si vous connaissez des sites web de qualité traitant du thème abordé ici, merci de compléter l'article en donnant les références utiles à sa vérifiabilité et en les liant à la section « Notes et références ».
Pour les articles homonymes, voir Amy.
Amy Rose est un personnage de jeu vidéo l’univers Sonic. Elle fait sa première apparition en 1993, dans Sonic CD, sur Mega-CD,. C'est une hérissonne rose, âgée de 12 ans.

## Biographie
Amy est une adepte de la voyance, plus particulièrement des Tarots. Elle avait prédit qu'elle rencontrerait un beau hérisson bleu sur la Little Planet, ce dernier étant Sonic. Il la croise dans le deuxième niveau de Sonic CD, Collision Chaos, où elle se fait enlever par Metal Sonic au début du niveau. Dans l'avant-dernier niveau, après avoir vaincu Metal Sonic à la course, Sonic délivre Amy. Depuis ces événements, celle-ci continue à suivre celui qu'elle appelle son héros dans toutes ses aventures. Bien que jouable dans Sonic R, elle ne prend de l'importance qu'à partir de Sonic Adventure sur Dreamcast où elle devient un des 6 personnages jouables. Avant, elle portait une robe verte, une jupe orange et des chaussures blanches, maintenant, elle est vêtue d'une robe et de bottes rouges avec bandes blanches et est toujours coiffée d’un bandeau rouge. Elle est la petite amie auto-proclamée de Sonic, mais on ne sait pas si les sentiments de celui-ci sont réciproques, les informations étant contradictoires entre les jeux et les déclarations officielles.
Amy devient assez populaire en peu de temps avec son Piko Piko, l'énorme marteau qu'elle porte toujours sur elle. C'est le premier personnage féminin officiel qui apparaît dans le monde de Sonic.

## Personnalité

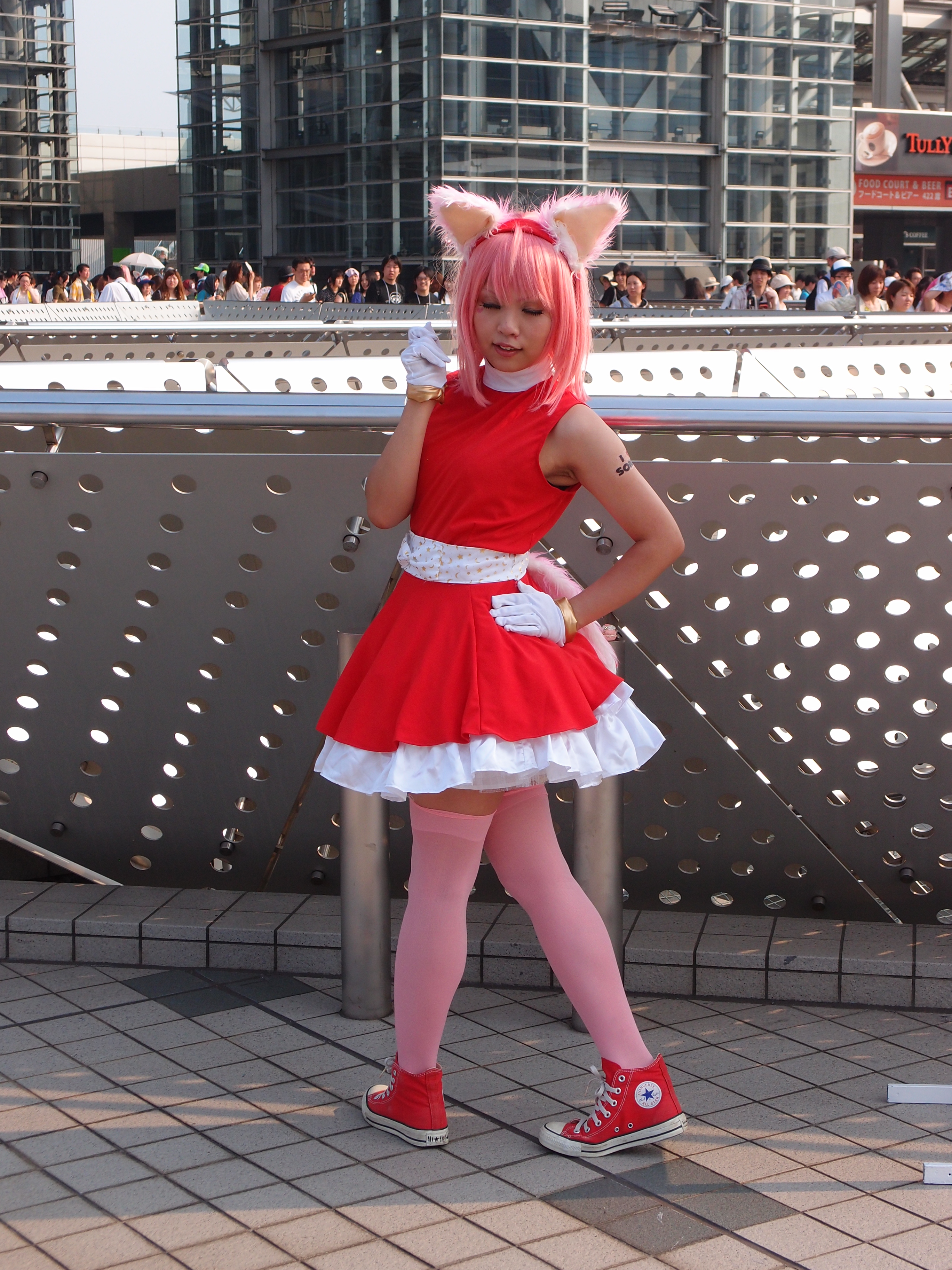
Cosplay d'Amy Rose (2013).

Amy a un caractère bien trempé. Elle se met très facilement en colère, mais elle est souvent de bonne humeur. Pleine d'énergie, Amy n'est pas du genre à laisser tomber, et elle compte bien se marier avec Sonic un jour, même si, dans l'immédiat, elle préfère de loin un simple rendez-vous avec lui. Elle peut néanmoins se montrer assez jalouse, dès qu'une fille s'approche de lui, mais elle n'est pas pour autant possessive envers Sonic, malgré son caractère pot-de-colle. Amy est aussi d'un naturel enjouée, déterminée et entretient une relation fraternelle avec Cream the Rabbit. Amy semble, malgré tout, avoir des caractères très différents si l'on compare les jeux vidéo les dessins animés et les bandes dessinées d'Archie Comic ou de Fleetway. Ses relations avec Sonic paraissent également contradictoires selon ses différentes apparitions, mais en se basant sur les jeux, on peut voir qu'ils sont bons amis (même si Sonic peut paraître parfois agacé par son comportement et peut avoir peur d'elle quand elle sort son gigantesque marteau Piko-Piko).

## Apparitions
- Sonic CD : Elle est le premier personnage féminin qui apparait dans le monde de Sonic.
- Sonic Drift 2 : C'est le premier jeu Sonic où elle est jouable.
- Sonic R : Où elle conduit une décapotable rose, qui peut aussi servir d'Hovercraft.
- Sonic Adventure : C'est où elle devient plus mûre et moins comique. Elle doit échapper à Zero, le robot qui essaye de voler l'oiseau qu'elle a trouvé en ville. Elle fait preuve de beaucoup de courage, vers la fin du jeu, lorsqu'elle décide d'affronter Zero et de l'exterminer une bonne fois pour toutes. Ses épines ont été redessinées en cheveux courts bas, et maintenant, elle porte une robe rose et des bottes roses avec une bande blanche dessus et son profil est plus mûre car elle a 12 ans.
- Sonic Adventure 2 : Elle n'est jouable qu'en mode 2 joueurs, mais participe à l'histoire principale en tant que PNJ (Personnage Non Jouable). Elle devient une sorte de mascotte, à la suite de son apparition répétée, elle reprend son effet comique de temps à autre, et passe parfois pour une gamine. C'est elle qui arrive à convaincre Shadow d'aider Sonic et les autres à stopper la chute de l'ARK vers la Terre.
- Sonic Shuffle : C'est l'un des quatre persos.
- Sonic Heroes : Elle devient de plus en plus mûre, à la suite de l'arrivée de Cream the Rabbit dans les grandes consoles (Cream lui prend sa place de gamine). Amy, ressort son côté courageux et féminin, comme lorsqu'elle envoie balader Vector.
- Shadow The Hedghehog : Elle figure dans un niveau et dans les cinématiques de fin.
- Sonic Riders : Comme dans Sonic Adventure 2, elle n'est jouable qu'en mode course, mais apparaît en tant que PNJ dans l'histoire Hero et Babylon. Dans le monde Babylon, on peut l'affronter avec Wave. Elle reprend son air de gamine, bien qu'elle paraisse beaucoup plus nerveuse, et plus collante que jamais.
- Sonic Rush : Elle continue de suivre Sonic et aide dans l'aventure.
- Sonic The Hedgehog : Elle est jouable dans le mode de Silver, elle sauve son amour de Sonic, elle est assez gaffeuse, et montre qu'elle aime son hérisson fétiche... Elle sauve Sonic au moment où Silver veut essayer de tuer le hérisson bleu et lui annonce qu'elle resterait du côté de Sonic même s'il était réellement responsable de la destruction du monde de Silver .
- Sonic Rivals : On l'aperçoit à la fin de l'histoire de Sonic, quand celui-ci la libère de sa carte.
- Sonic and the Secret Rings : Amy est jouable en mode multijoueur
- Sonic Chronicles : La Confrérie des ténèbres : Elle est le deuxième personnage par ordre d'apparition. Elle a un marteau rose et a beaucoup de force. Elle est très utile dans le jeu, car elle peut casser des caisses très dures qu'elle est la seule à pouvoir casser. Dans le jeu, elle annonce qu'elle a un petit ami du nom de Dexter.
- Sonic Unleashed : La Malédiction du Hérisson : Elle apparaît en tant que PNJ dans certaines cinématiques et dans le laboratoire du Professeur Pickle.
- Sonic et le Chevalier Noir : Amy prête ses traits à Nimue la Dame du Lac.
- Sonic Colours : Elle se trouve dans le parc interplanétaire du Dr. Eggman et confie à Sonic une mission spéciale.
- Sonic Generations : Elle apparaît lors de l'anniversaire surprise de Sonic et est projetée dans le passé avec les autres.
- Sonic Lost World : Elle et Knuckles sont mis en danger lorsque le monde perd de l'énergie à cause d'une machine d'Eggman.
- Sonic Boom : Elle est un des quatre personnages jouables.
- Sonic Forces : Elle est membre de la résistance avec Sonic et ses amis.
- Sonic Frontiers : Elle, Tails et Sonic se dirigeaient vers les îles Starfall avec le Tornado lorsqu'Amy fut séparée de ses amis et aspirée dans un trou de ver.
- The Murder of Sonic the Hedgehog : Dans ce jeu, un jeu d'enquête grandeur nature est organisé pour fêter l'anniversaire d'Amy.
- Sonic Superstars : C'est l'un des cinq personnages jouables du jeu. Amy reprend ici son apparence de Sonic CD.
- Sonic Dream Team : Elle est l'un des sept personnages jouables.

## Autres médias
- Amy apparait dans la série d'animation japonaise, Sonic X. Dans l'épisode 52, Sonic lui donne une fleur en lui avouant qu'il l'aime depuis toujours. À ce moment-là, Amy, déjà en larmes, le prend dans ses bras. Elle apparaît aussi dans la série animée Sonic Boom.
- Amy fait une apparition durant la scène inter-generique du film Sonic 3[3].